# Open de Suède Vargarda TTT 2009
L'Open de Suède Vargarda TTT 2009, seconda edizione della corsa, valevole come settima gara della Coppa del mondo di ciclismo su strada femminile 2009, è stata disputata il 31 luglio 2009 su un percorso di 41,5 km ed è stata vinta dalla Cervélo TestTeam Women, che ha concluso in 53'16"32.

## Percorso
La gara consisteva in un percorso di 41,5 km tra le città di Herrljunga, sede della partenza, e Vårgårda, dove era situato il traguardo. Dopo lo start il percorso si spostava verso sud, passando da Annelund, per poi spostarsi ad ovest verso Vårgårda.

## Classifica (Top 10)
| #  | Squadra                        | Tempo     |
| -- | ------------------------------ | --------- |
| 1  | Cervélo TestTeam Women         | 53'16"32  |
| 2  | Team Columbia Women            | a 1'21"93 |
| 3  | Team Flexpoint                 | a 1'24"52 |
| 4  | Equipe Nürnberger Versicherung | a 1'25"49 |
| 5  | Team DSB Bank                  | a 2'56"79 |
| 6  | Bigla Cycling Team             | a 2'58"32 |
| 7  | Red Sun Cycling Team           | a 3'50"31 |
| 8  | Leontien.nl                    | a 4'16"96 |
| 9  | Nazionale svedese              | a 4'34"98 |
| 10 | Nazionale ucraina              | a 4'59"35 |

## Punteggi UCI
| #  | Squadra                           | Punti |
| -- | --------------------------------- | ----- |
| 1  | Cervélo TestTeam Women            | 140   |
| 2  | Team Columbia Women               | 120   |
| 3  | Team Flexpoint                    | 100   |
| 4  | Equipe Nürnberger Versicherung    | 80    |
| 5  | Team DSB Bank                     | 64    |
| 6  | Bigla Cycling Team                | 60    |
| 7  | Red Sun Cycling Team              | 56    |
| 8  | Leontien.nl                       | 52    |
| 9  | Nazionale svedese                 | 48    |
| 10 | Nazionale ucraina                 | 44    |
| 11 | Nazionale norvegese               | 40    |
| 12 | Top Girls Fassa Bortolo-Raxy Line | 36    |
| 13 | Selle Italia-Ghezzi               | 32    |
| 14 | Petrogradets                      | 28    |
| 15 | Vienne Futuroscope                | 24    |
| 16 | Team Hitec Products-UCK           | 20    |
| 17 | Nazionale lussemburghese          | 16    |